# Magical Girl Lyrical Nanoha StrikerS
Magical Girl Lyrical Nanoha StrikerS (魔法少女リリカルなのはStrikerS, Mahō shōjo ririkaru nanoha sutoraikāzu) est un anime japonais en 26 épisodes. Diffusée au Japon entre le 1er avril 2007 et le 23 septembre 2007.
Nanoha StrikerS est la 3e série de la chronologie Nanoha.
Le 1er tome de Magical Girl Lyrical Nanoha StrikerS The Comics est sorti le 30 mai 2007 et le 2e tome le 28 mars 2008.

## Synopsis
Midchilda, dix ans après avoir scellé le Livre des Ombres (Nanoha A's). Dans ce monde la magie est connue de tous mais peu la maitrise, cependant de plus en plus de talents font leur apparition de ce fait le bureau recrute à tout âge sur simple examen pratique.
Tous les personnages de la série font désormais partie du Bureau d'Administration de l'Espace et du Temps. Nos gentilles magical girls ont bien grandi et occupent désormais chacune un poste au sein du Bureau, elles fondent leur propre bataillon, la 6e Division Mobile. Nanoha est devenue Capitaine et professeur de magie dans la section aérienne d'élite. Hayate est rendue au Centre de commandement. Fate est devenue enquêtrice du bureau et dispense également ses cours aux recrues de la 6e division. Les barrières dimensionnelles ont pu être contrôlées, ce qui facilite les interactions et les transferts entre les différents mondes.

## Personnages

### Commandants
- Nanoha Takamachi (高町 なのは, Takamachi Nanoha?) Voix : Yukari Tamura

Nom de code: Stars 01
Device principal: Raising Heart Excelion
Mode Ultime: Blaster Mode Niveau 3
Meilleure Magicienne aérienne, capitaine et instructrice, Nanoha qui à maintenant 19 ans protège et entraîne les nouvelles recrues en compagnie de sa meilleure amie Fate T. Harlaown qui vit avec elle, Vita, Signum et Hayate. Nanoha veut à tout prix protéger ses amies car elle a été grièvement blessée il y a longtemps. Aujourd'hui grâce aux séances de rééducation, elle s'est rétablie et c'est pour cela qu'elle veut enseigner aux recrues d'être prudentes et de ne pas en faire trop. (Dans l'épisode 9, son passé est révélé).
Elle va par la suite adopter Vivio, une mage artificiel créée dans le seul but d'être la clé d'un puissant navire. Quand celle-ci aura subi un lavage de cerveau, Nanoha fera tout pour retrouver sa Vivio adorée. À la fin, elle va au maximum de ses pouvoirs, le blaster 3 malgré ses limites physiques. À la fin de cette série, elle a été très vite promue après l'incident JS, mais a refusé sa nouvelle proposition. Elle est restée dans les premières lignes en tant que formatrice tactique et mage aérien. Elle continue de protéger et de former la prochaine génération.
- Fate T. Harlaown (フェイト・T・ハラオウン?) Voix : Nana Mizuki

Nom de code: Lightning 01
Device principal: Bardiche Assault
Mode Ultime: Riot Zamber
Agent, capitaine et tutrice d'Erio Mondial et Caro, elle entraîne ses nouveaux recrues avec Nanoha, Vita, Signum et Hayate. C'est aussi une magicienne et elle maîtrise la foudre. Elle va adopter Vivio avec Nanoha.
Dans l'épisode 24, elle combat Jail Scaglietti ( créateur du projet F à l'origine de la technologie de clonage dont s'est servi sa mère Testarossa et qui a créé les cyborgs de combats ), grâce à ce combat et aux paroles d'Erio et Caro, elle créa " nouvelle forme sonic puissance extrême " composé de 2 sabres hurlants.
À la fin de cette série, elle est retournée faire son devoir au sein du bureau de navigation interstellaire avec son second, Shari Finieno et son assistance, Teana Lanster.
- Hayate Yagami (八神 はやて, Yagami Hayate?) Voix : Kana Ueda

Nom de code: Long Arch 00
Devices: Schwertkreuz, Buch der Nachthimmel (Tome du Ciel nocturne), Reinforce II
Mode Ultime: Unison Mode (Reinforce II)
Lieutenant Colonel, elle s'occupait de la 6e division. Elle travaille avec Reinforce Zwei ( vent de la bénédiction ).
À la fin de cette série, elle travaille maintenant au sein de l'armée et continue de mener des investigations spéciales. Elle fait toujours son devoir entourée de ses chevaliers gardiens.

### Forward Stars
- Vita (ヴィータ?) Voix : Asami Sanada

Nom de code: Stars 02
Device principal: Graf Eisen
Mode Ultime : Zerstörungsform
Vita est la plus petite des guerrières Velka. Elle porte une robe rouge et un chapeau à ruban qu'elle affectionne tout particulièrement. de nature impulsive, elle fonce souvent tête baissée et sans réfléchir dans la mêlée.  Elle manie un device du nom de Graf Eisen, qui est un grand marteau qui peut se transformer en "marteau rocket" (Rocket Hammer) ou s'agrandir (Gigant Form), ainsi que des petites balles d'acier magique qu'elle frappe avec son marteau. Elle possède beaucoup de puissance magique et sa spécialité est de détruire les boucliers magique. C'est un soldat de première ligne et elle doit permettre aux centres et aux arrières de conserver leur plus puissante magie. Elle enseigne aux nouveaux recrues au côté de Nanoha, Fate ...
Elle s'est juré de protéger Nanoha.
- Subaru Nakajima (スバル・ナカジマ?) Voix : Chiwa Saito

Nom de code: Stars 03
Device principal: Mach Caliber
Device secondaire: Revolver Knuckle (Main droite)
Mode Ultime: Gear Excelion Mode
Recrutée par la 6e division, elle est elle aussi soldat de première ligne comme Vita. Elle admire Nanoha qui l'a sauvée petite. Elle est imprudente mais gentille et n'hésite pas à sauver ses amis quand ils sont en danger. Sa meilleure amie est Teana. À la fin de la série, elle travaille avec les aides humanitaires et le centre des catastrophes naturelles. Elle est en tête de ligne dans une équipe spéciale. Elle continue de sauver les vies de ceux qui se retrouvent impliqués dans ces catastrophes.
- Teana Lanster (ティアナ・ランスター?) Voix : Mai Nakahara

Nom de code: Stars 04
Device principal: Cross Mirage
Device secondaire : cross mirage forme 2 ( corps à corps )
Recrutée par la 6e division, elle se bat avec cross mirage ( pistolet ) et est illusionniste. Elle se croit médiocre et nul et veut toujours faire plus. Lors des simulations de combat, elle est un peu " le cerveau " de la bande et a toujours des bonnes idées. Son rêve est de devenir Agent comme Fate. À la fin de la série, elle poursuit son rêve de devenir agent, en tant que seconde assistante de Fate. Elle se rapproche toujours plus de son rêve.

### Forward Lightning
- Signum (シグナム?) Voix : Kaori Shimizu

Nom de code: Lightning 02
Device principal: Laevatein
Mode Ultime: Unison Mode (Reinforce II ou Agito)
- Erio Mondial (エリオ・モンディアル?) Voix : Marina Inoue

Nom de code: Lightning 03
Device principal: Strada
Mode Ultime: Unwetterform
- Caro Ru Lushe (キャロ・ル・ルシエ?) Voix : Mikako Takahashi

Nom de code: Lightning 04
Device principal: Kerykeion
Mode Ultime: Third Mode

### Q. G. Long Arch
- Reinforce II (リインフォース・ヅヴァイ, Reinforce Zwei?) Voix : Yukana

Device principal: Buch der blauer Himmel (Tome du Ciel azuré)
- Shamal (シャマル?) Voix : Ryoka Yuzuki

Device principal: Klarwind
- Zafira (ザフィーラ?) Voix : Kazuya Ichijo

- Shario Finieno (シャリオ・フィニーノ?) Voix : Shizuka Itō

Le Surnom est Shari.
Nom de code: Long Arch 01
- Vice Granscénic (ヴァイス・グランセニック?) Voix : Yūichi Nakamura

Nom de code: Long Arch 02
Device Principal: Storm Raider
- Griffith Lowran (グリフィス・ロウラン?) Voix : Hitoshi Yanai

- Alto Krauetta (アルト・クラエッタ?) Voix : Nozomi Masu

Nom de code: Long Arch 03
- Lucino Liilie (ルキノ・リリエ?) Voix : Yukana

Nom de code: Long Arch 04
- Aina Triton (アイナ・トライトン?) Voix : Nao Takamori

### Bataillon 108
- Ginga Nakajima (ギンガ・ナカジマ?) Voix : Eriko Kigawa

Device principal: Blitz Caliber
Device secondaire: Revolver Knuckle (Main gauche)
- Genya Nakajima (ゲンヤ・ナカジマ?) Voix : Tooru Ookawa

### Bureau administratif
- Chrono Harlaown (クロノ・ハラオウン?) Voix : Tomokazu Sugita

- Verossa Acous (ヴェロッサ・アコース?) Voix : Daisuke Ono

- Yūno Scrya (ユーノ・スクライア?) Voix : Kaori Mizuhashi

- Mariel Atenza (マリエル・アテンザ?) Voix : Kayo Sakata

Le Surnom est Mary.

### Administrative Bureau Midchilda Central Office
- Regius Gaiz (レジアス・ゲイズ?) Voix : Bon Ishihara

- Auris Gaiz (オーリス・ゲイズ?) Voix : Natsuko Kuwatani

### Sainte Église
- Carim Gracia (カリム・グラシア?) Voix : Nao Takamori

- Schach Nouera (シャッハ・ヌエラ?) Voix : Kayo Sakata

Device principal: Windenschaft

### Personnages Clé
- Lutecia Alpine (ルーテシア・アルピーノ?) Voix : Natsuko Kuwatani

Device principal: Asklepios
- Garyu (ガリュー?)

- Zest Grangaitz (ゼスト・グランガイツ?) Voix : Masaki Aizawa

Mode Ultime: Unison Mode (Agito)
- Vivio (ヴィヴィオ?) Voix : Kaori Mizuhashi

- Agito (アギト?) Voix : Mami Kameoka

### Organisation Scaglietti
- Jail Scaglietti (ジェイル・スカリエッティ?) Voix : Ken Narita

#### Numbers
- Uno (ウーノ?) Voix : Eriko Kigawa

Leader des numbers
- Due (デューエ?) Voix : Ai Matayoshi

- Tre (トーレ?) Voix : Eriko Kigawa

- Quattro (クアットロ?) Voix : Chiwa Saito

Leader secondaire des numbers
- Cinque (チンク?) Voix : Marina Inoue

- Sein (セイン?) Voix : Kaori Mizuhashi

- Sette (セッテ?) Voix : Natsuko Kuwatani

- Otto (オットー?) Voix : Shizuka Ito

- Nove (ノーヴェ?) Voix : Chiwa Saito

- Dieci (ディエチ?) Voix : Nozomi Masu

- Wendi (ウェンディ?) Voix : Marina Inoue

- Deed (ディード?) Voix : Shizuka Ito

### Autres
- Lindy Harlaown (リンディ・ハラオウン?) Voix : Aya Hisakawa

Mère de Chrono et mère adoptive de Fate
- Arf (アルフ?) Voix : Natsuko Kuwatani

La Familière de Fate. Dans cette série, elle prend l'apparence d'une petite fille au lieu d'un chien dans les 2 premières saisons de la série.
- Laguna Granscénic (ラグナ・グランセニック?) Voix : Mai Nakahara

Petite sœur de Vice
- Mégane Alpine (メガーヌ・アルピーノ?) Voix : Mai Nakahara

Mère de Lutecia
- Quint Nakajima (クイント・ナカジマ?) Voix : Asako Dodo

Mère de Subaru et Ginga

## Technologie
- Raising Heart Excelion (Voix : Donna Burke)

Device de Nanoha
- Bardiche Assault (Voix : Kevin J. England)

Device de Fate

### Devices apparus dans StrikerS
- Revolver Knuckle

Revolver Knuckle est le premier device de Subaru. Il s'agit en fait d'un gantelet en acier orné d'un épais bracelet formé de deux cylindres rotatifs. les capacités de Revolver Knucle sont décuplés par la force du corps cybernétique de Subaru. À noter qu'il en existe 2 versions : l'une droitière pour Subaru et l'autre gauche pour sa sœur, de 2 ans son ainée, Ginga.
- Mach Caliber (Voix : Kaoru Edo)

C'est le deuxième device de Subaru.
- Cross Mirage (Voix : Jamie Schyy)

Device de Teana
- Strada (Voix : Tetsuya Kakihara)

Device d'Erio
- Kerykeion (Voix : Kaoru Edo)

Device de Caro
- Blitz Caliber (Voix : Joanna Day)

Device de Ginga

## Anime

### Fiche technique
- Titre original : 魔法少女リリカルなのはStrikerS
- Genre : action, science-fiction
- Durée : 26 X 25 = 650 min
- Année de production : 2007
- Studio : Seven Arcs
- Licencié : non

### Épisodes
| No | Titre français                                              | Titre japonais           | Titre japonais                      | Date de 1re diffusion |
| No | Titre français                                              | Kanji                    | Rōmaji                              | Date de 1re diffusion |
| -- | ----------------------------------------------------------- | ------------------------ | ----------------------------------- | --------------------- |
| 1  | Les Ailes vers le Ciel                                      | 空への翼                 | Sora e no Tsubasa                   | 1er avril 2007        |
| 2  | La 6° Division Mobile                                       | 機動六課                 | Kidō Rokka                          | 8 avril 2007          |
| 3  | Rassemblement                                               | 集結                     | Shuuketsu                           | 15 avril 2007         |
| 4  | Première Alèrte                                             | ファースト・アラート     | Fāsuto Arāto                        | 22 avril 2007         |
| 5  | Les Étoiles et les Éclairs                                  | 星と雷                   | Hoshi to Ikazuchi                   | 29 avril 2007         |
| 6  | La Progression                                              | 進展                     | Shinten                             | 6 mai 2007            |
| 7  | Hôtel Augusta                                               | ホテル・アグスタ         | Hoteru Agusuta                      | 13 mai 2007           |
| 8  | Notre Souhait                                               | 願い、ふたりで           | Negai, futari de                    | 20 mai 2007           |
| 9  | L'importance                                                | たいせつなこと           | Taisetsunakoto                      | 27 mai 2007           |
| 10 | Le Jour de congé de la 6° Division Mobile (Première Partie) | 機動六課のある休日(前編) | Kidō Rokka no aru Kyūjitsu (Zenpen) | 3 juin 2007           |
| 11 | Le Jour de congé de la 6° Division Mobile (Deuxième Partie) | 機動六課のある休日(後編) | Kidō Rokka no aru Kyūjitsu (Kōhen)  | 10 juin 2007          |
| 12 | Les Numbers                                                 | ナンバーズ               | Nanbaazu                            | 17 juin 2007          |
| 13 | La raison de la Vie                                         | 命の理由                 | Inochi no Riyū                      | 24 juin 2007          |
| 14 | Mothers & Children                                          |                          | Mazāzu ando Chirudoren              | 1er juillet 2007      |
| 15 | Sisters & Daughters                                         |                          | Sisutāzu ando Dōtāzu                | 8 juillet 2007        |
| 16 | Ce jour, la 6° Division Mobile (Première Partie)            | その日、機動六課 (前編)  | Sono hi, Kidō Rokka (Zenpen)        | 15 juillet 2007       |
| 17 | Ce jour, la 6° Division Mobile (Deuxième Partie)            | その日、機動六課 (後編)  | Sono hi, Kidō Rokka) (Kōhen)        | 22 juillet 2007       |
| 18 | Les ailes, a nouveau                                        | 翼、ふたたび             | Tsubasa, Futatabi                   | 29 juillet 2007       |
| 19 | Le berceau                                                  | ゆりかご                 | Yurikago                            | 5 août 2007           |
| 20 | Un désir sans limite                                        | 無限の欲望               | Mugen no Yokubō                     | 12 août 2007          |
| 21 | La bataille Finale                                          | 決戦                     | Kessen                              | 19 août 2007          |
| 22 | Pain to Pain                                                |                          | Pain to Pain                        | 26 août 2007          |
| 23 | Stars Strike                                                |                          | Sutāzu Sutoraiku                    | 2 septembre 2007      |
| 24 | Éclairs Lumineux                                            | 雷光                     | Raikō                               | 9 septembre 2007      |
| 25 | Limite Finale                                               | ファイナル・リミット     | Fainaru Rimitto                     | 16 septembre 2007     |
| 26 | Vers le ciel promis                                         | 約束の空へ               | Yakusoku no Sora e                  | 23 septembre 2007     |

### Musique
- Générique de début : SECRET AMBITION (1-17) et MASSIVE WONDERS (18-26) par Nana Mizuki
- Générique de fin : Hoshizora no Spica (1-14) et Beautiful Amulet (15-26) par Yukari Tamura

### CD audio
- Magical Girl Lyrical Nanoha StrikerS: Sound Stage 01 (sorti le 23 mai 2007)

L'histoire se déroule entre l'épisode 6 et 7.
- Magical Girl Lyrical Nanoha StrikerS: Sound Stage 02 (sorti le 18 juillet 2007)

L'histoire se déroule entre l'épisode 14 et 15.
- Magical Girl Lyrical Nanoha StrikerS: Sound Stage 03 (sorti le 3 octobre 2007)

L'histoire se déroule entre l'épisode 18 et 19.
- Magical Girl Lyrical Nanoha StrikerS: Sound Stage 04 (sorti le 12 décembre 2007)

L'histoire se déroule après la fin de l'épisode 26.
- StrikerS: Sound Stage X (sorti le 29 octobre 2008)

L'histoire se déroule 3 ans après Nanoha StrikerS.